# Stiftskirche (Landau in der Pfalz)

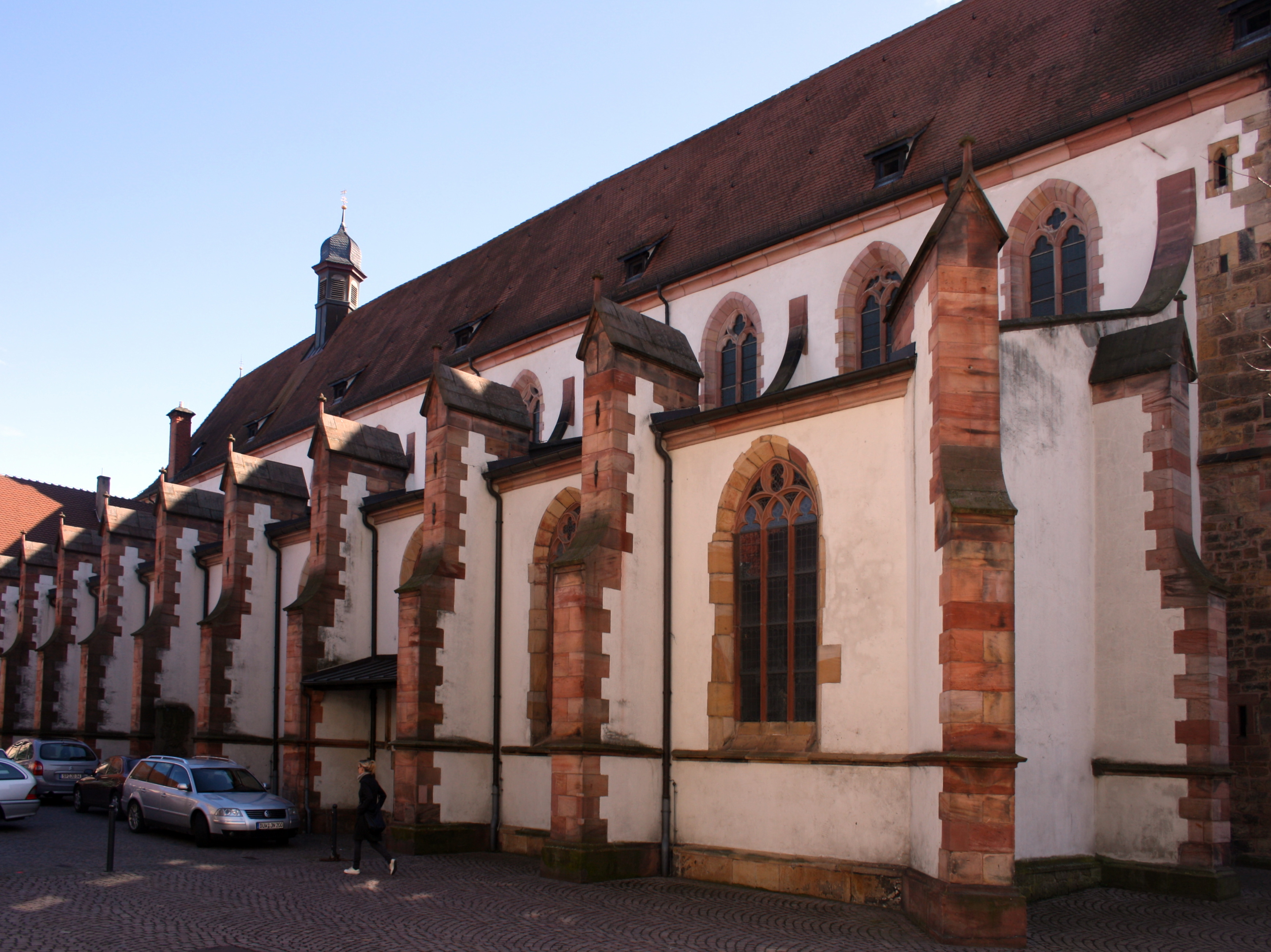
Evangelische Stiftskirche, Seitenansicht

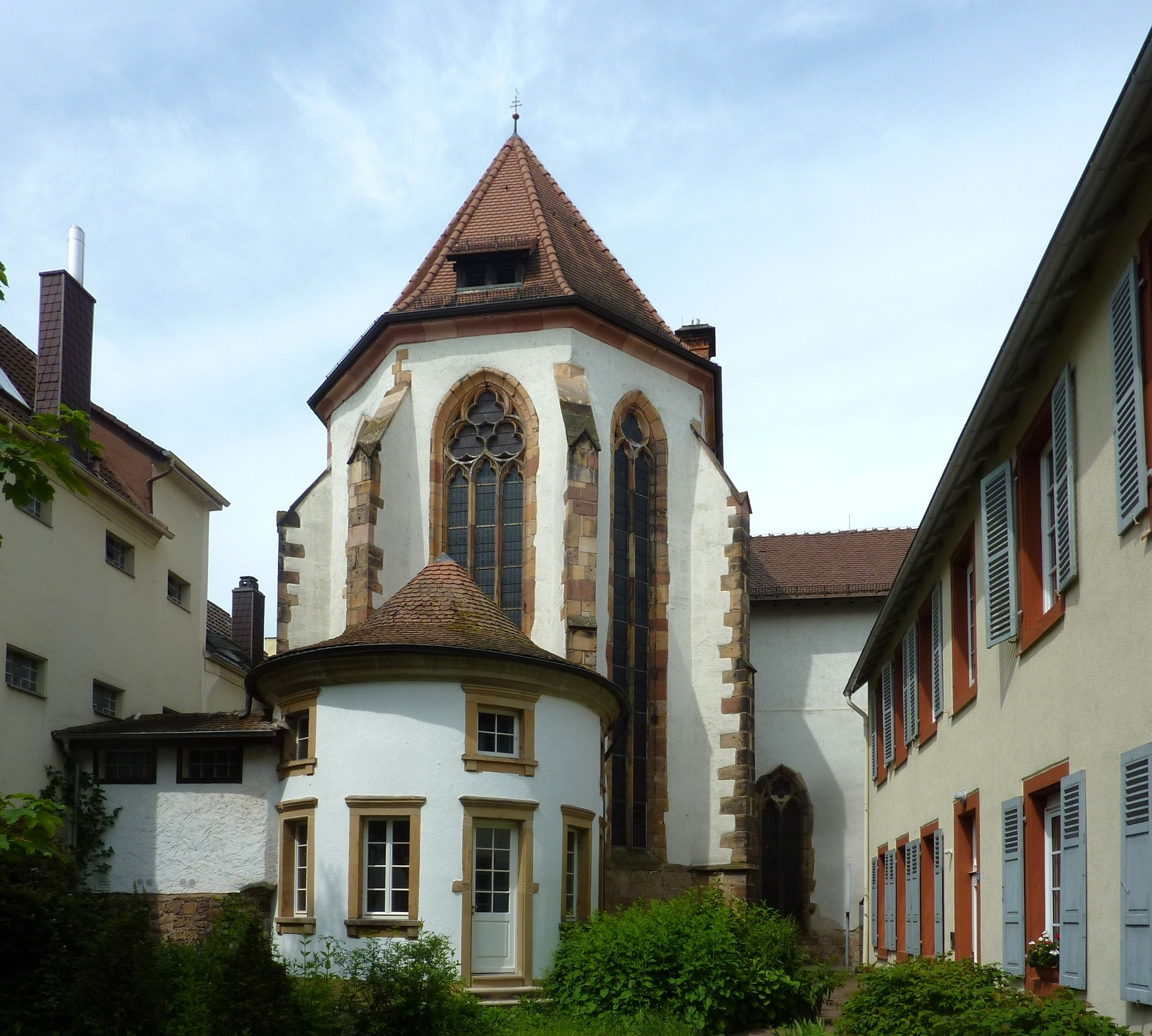
Der in einem Innenhof gelegene Chor der Stiftskirche

Die evangelische Stiftskirche ist ein Wahrzeichen von Landau in der Pfalz. Sie gehört zu den drei ältesten Kirchen der Stadt.

## Geschichte
Um der offiziell 1274 durch Graf Emich IV. von Leiningen neu gegründeten Stadt eine kirchliche und seelsorgerische Versorgung zu gewährleisten, berief der Stadtherr im Jahre 1276 Augustiner-Chorherren aus dem elsässischen Zabern (heute: Saverne), sogenannte Steigerherren, nach Landau. Sie errichteten einen Konvent und ein Spital und begannen 1281 mit dem Bau einer Pfarrkirche, die der stark wachsenden Stadt (seit 1291 Reichsstadt) aber schon bald nicht mehr genügte.
Die Stiftskirche wurde ab 1333 südlich der Queich errichtet. Der älteste Teil der Kirche, der frühgotische Chor, wurde um 1335 fertiggestellt. Um 1340 war die Stiftskirche bis auf den Westturm vollendet, dessen Bauzeit von 1349 bis Mitte des 15. Jahrhunderts währte und der auf Wunsch der Stadt und auf Kosten des Stadtrates erbaut wurde. 1483 wurde das Kloster in ein weltliches Kollegiatstift umgewandelt, die Pfarrrechte blieben bei den Stiftsherren. 1490 wurde ein zweites Seitenschiff im Norden angefügt. 
Die Stiftskirche ist die größte gotische Kirche ihrer Art in der Pfalz. Das Kirchenschiff ist mit Turm 70 m lang, innen 15 m hoch und 20 m breit. Der Turm ist 55 m hoch und dominiert mit den 60 m hohen Doppeltürmen der Marienkirche am Südring das Stadtbild. Der Turm erhielt im 18. Jahrhundert seine Türmerwohnung mit Turmhaube.
Ab 1522 predigte Johannes Bader in der Stiftskirche im Sinne der Reformation. In den folgenden Jahren gingen der Rat der Stadt und die Mehrheit der Bürger zum evangelischen Bekenntnis über. So entstand Anfang der 1530er-Jahre ein Simultaneum, wobei die verbliebenen Stiftsherren den Chor zugesprochen bekamen und die Protestanten das Langhaus. Dies hielt an, bis 1893 die Katholiken mit dem Bau der Marienkirche begannen und die Stiftskirche vollständig evangelisch wurde.

## Sehenswertes

### Fresken
Im ehemaligen Kapitelsaal (heute Taufkapelle) wurden 1897/98 übertünchte Fresken aus der Gotik freigelegt, jedoch 1958 sowie 1962 stark überarbeitet bzw. teilweise verfälscht. Dennoch sind sie wertvolle Beispiele vorreformatorischer, pfälzischer Kirchenmalerei. 

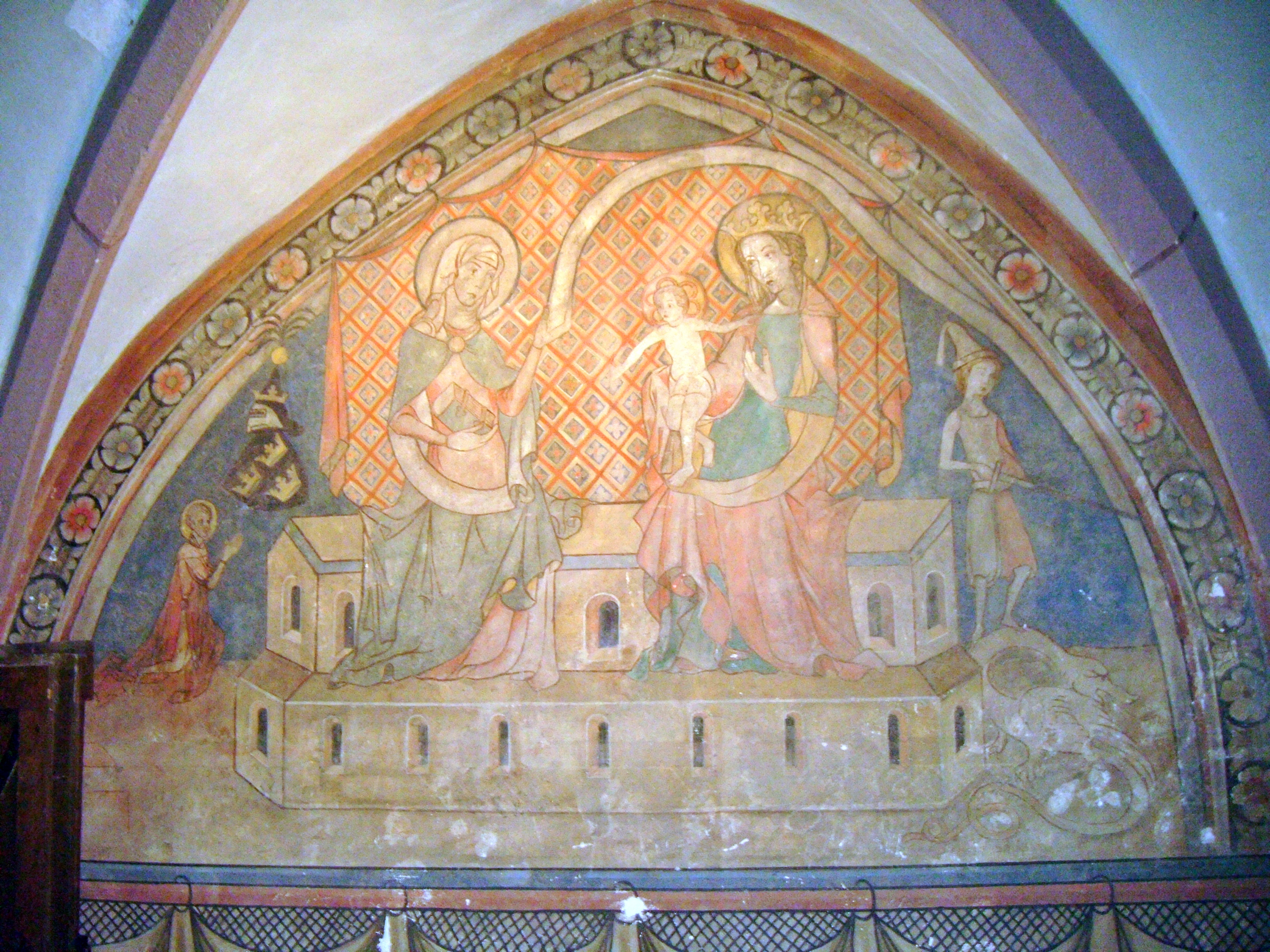
Fresko im Kapitelsaal
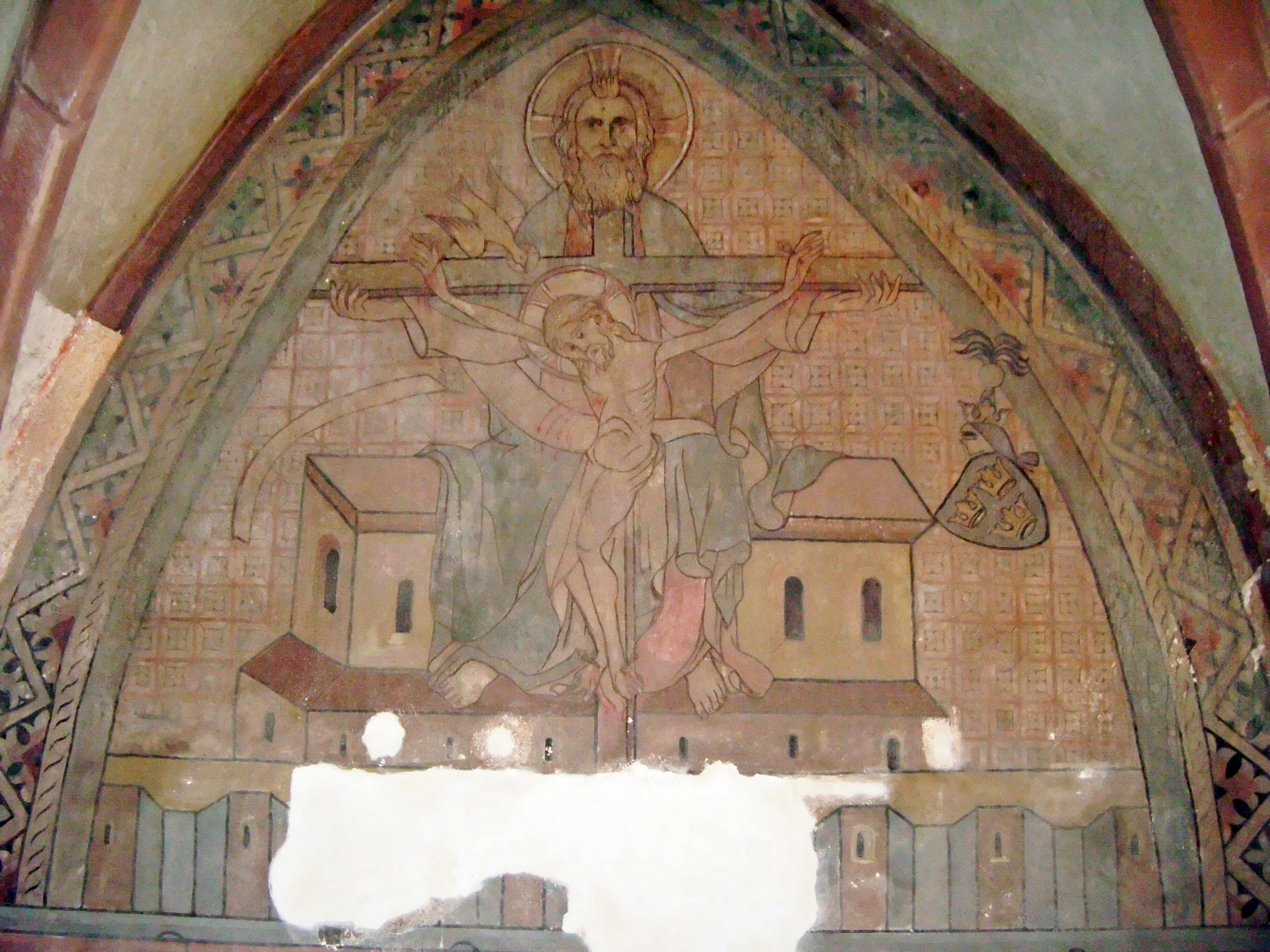
Fresko im Kapitelsaal
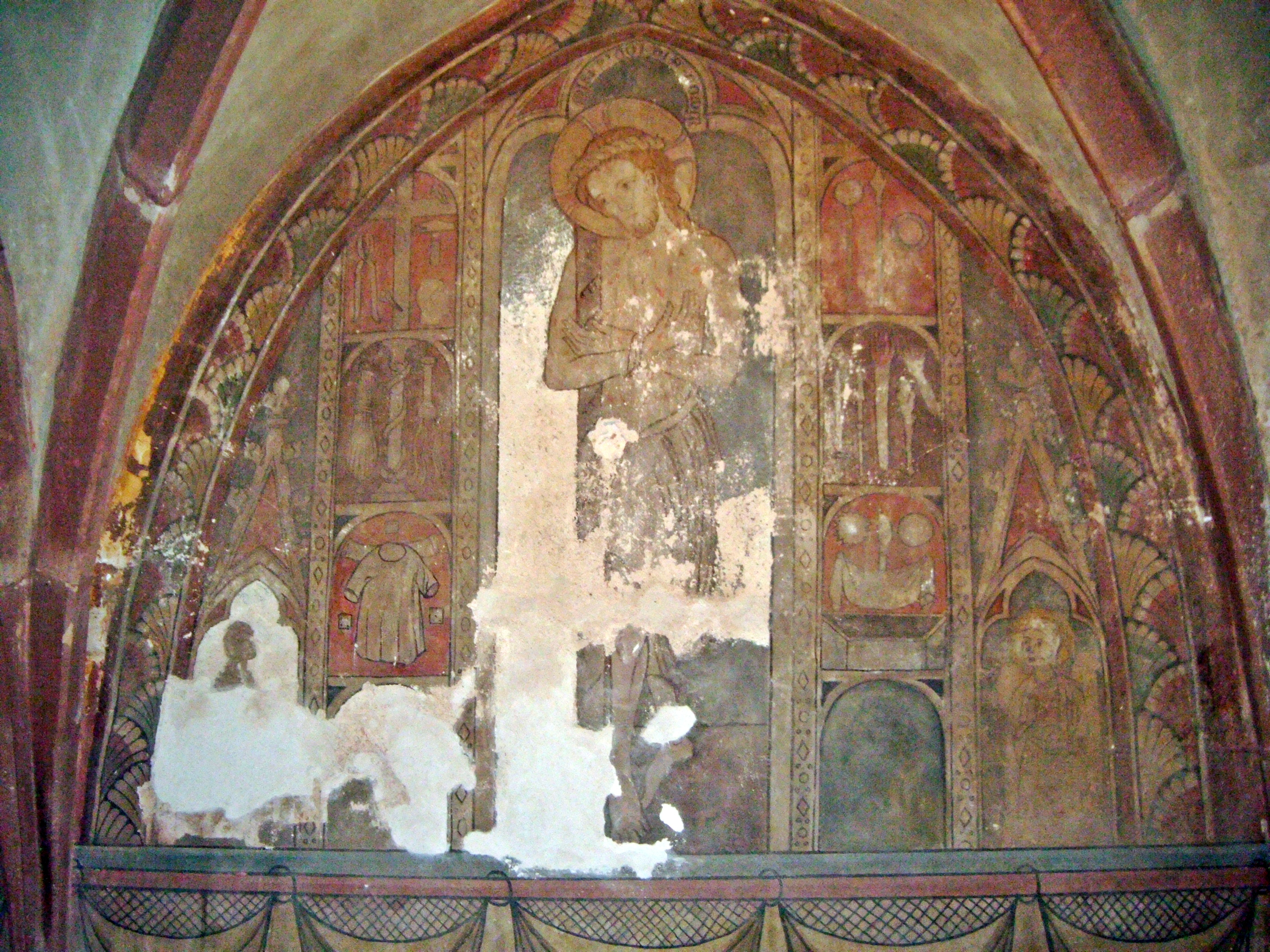
Fresko im Kapitelsaal

### Epitaphien
- Epitaph für Hartung Fuchs von Dornheim († 1512), Hofmeister des Fürstbischofs von Speyer
- Epitaph für das Kind Maria Elisabeth (gestorben 1688), Tochter des französischen Ingenieurobersten Jacques Tarade, der sich zum Ausbau der Festung in Landau befand.[4]
- Epitaph für Johann Philipp Menweeg († 1702), Stiftsdekan in Landau und Kommissar des Speyerer Bischofs für Weißenburg und die Südpfalz, Bruder von Johann Jakob Menweeg (1636–1694), französischer Präfekt in Hagenau und Weißenburg
- Gedenktafel für Heinrich von Vallade (1830–1870), aus Landau, Erzieher von König Ludwig III. von Bayern

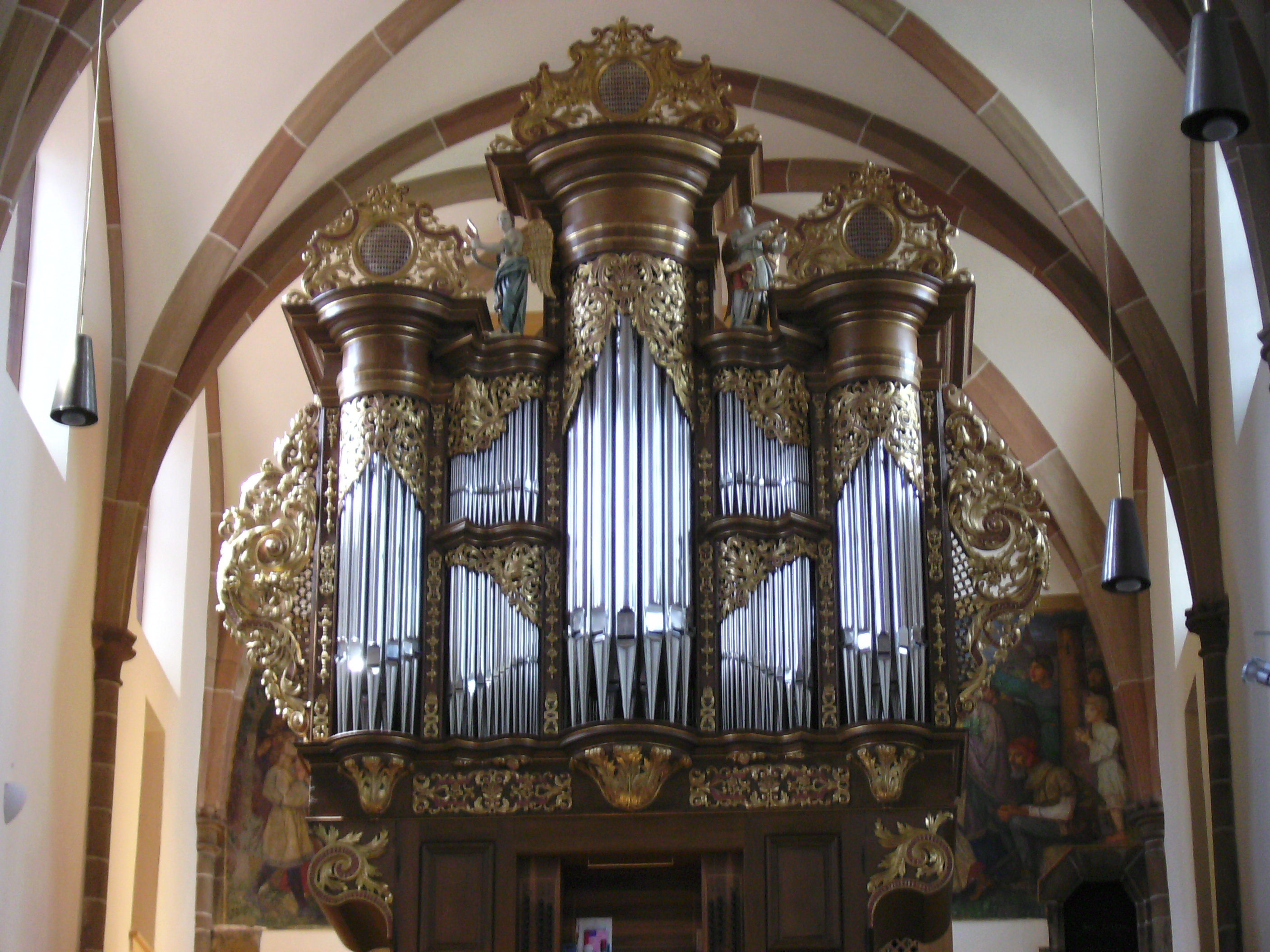
Orgelprospekt

### Orgel
Der barocke Orgelprospekt auf der Westempore wurde 1772 von Johann Ignaz Seuffert als Ersatz für ein Werk von Johann Friedrich Macrander erbaut und birgt seit 2006 ein Instrument der österreichischen Orgelbaufirma Rieger mit 47 Registern (3100 Pfeifen) auf drei Manualen und Pedal. Es hat etwa die gleiche Größe wie das Vorgängerinstrument, das nach Polen verkauft wurde.
| I Hauptwerk C–a3 |                  |        |
| 1.               | Bourdon          | 16′    |
| 2.               | Principal        | 8′     |
| 3.               | Gedackt          | 8′     |
| 4.               | Flûte harmonique | 8′     |
| 5.               | Gamba            | 8′     |
| 6.               | Octave           | 4′     |
| 7.               | Blockflöte       | 4′     |
| 8.               | Quinte           | 2 ⁄3′  |
| 9.               | Superoctave      | 2′     |
| 10.              | Terz             | 1 3⁄5′ |
| 11.              | Mixtur IV–V      | 1 ⁄3′  |
| 12.              | Trompete         | 8′     |
| 13.              | Vox humana       | 8′     |
|                  | Tremulant        |        |

| II Oberwerk C–a3 |                     |       |
| 14.              | Gedackt             | 8′    |
| 15.              | Salicional          | 8′    |
| 16.              | Flauttravers (ab a) | 8′    |
| 17.              | Principal           | 4′    |
| 18.              | Rohrflöte           | 4′    |
| 19.              | Nazard              | 2 ⁄3′ |
| 20.              | Doublette           | 2′    |
| 21.              | Mixtur IV           | 1′    |
| 22.              | Cornet V (ab a1)    |       |
| 23.              | Dulcian             | 8′    |
|                  | Tremulant           |       |

| III Schwellwerk C–a3 |                      |        |
| 24.                  | Quintatön            | 16′    |
| 25.                  | Principal            | 8′     |
| 26.                  | Bourdon à cheminée   | 8′     |
| 27.                  | Gamba                | 8′     |
| 28.                  | Voix céleste (ab c0) | 8′     |
| 29.                  | Prestant             | 4′     |
| 30.                  | Flûte octaviante     | 4′     |
| 31.                  | Nazard harmonique    | 2 ⁄3′  |
| 32.                  | Flageolet            | 2′     |
| 33.                  | Tierce harmonique    | 1 3⁄5′ |
| 34.                  | Plein Jeu V          | 2 ⁄3′  |
| 35.                  | Basson               | 16′    |
| 36.                  | Trompette harmonique | 8′     |
| 37.                  | Hautbois             | 8′     |
| 38.                  | Clairon              | 4′     |
|                      | Tremulant            |        |

| Pedal C–f1 |            |         |
| 39.        | Principal  | 16′     |
| 40.        | Subbass    | 16′     |
| 41.        | Quintbass  | 10 2⁄3′ |
| 42.        | Principal  | 8′      |
| 43.        | Gemshorn   | 8′      |
| 44.        | Choralbass | 4′      |
| 45.        | Mixtur IV  | 2 ⁄3′   |
| 46.        | Posaune    | 16′     |
| 47.        | Trompete   | 8′      |

- Koppeln: II/I, III/I, III/II, I/P, II/P, III/P